# Egone
(Teocrito, IV idillio)
Egone (in greco antico: Αγώνες?, Agó̱nes; Crotone, ... – Crotone, ...; fl. VI secolo a.C.) è stato un atleta greco antico, cittadino di Crotone e discepolo di Pitagora.

## Biografia
Della figura di Egone, molto discussa da vari storici e citato più volte da Teocrito nel suo IV idillio, si narra che per conquistare le sue amanti fosse solito andare in montagna e abbattere tori uno alla volta afferrandoli per le corna, caricandoseli poi sulle spalle dopo avergli tolto le unghie.